# Premiile Filmului Polonez
Premiile Filmului Polonez: Vulturii (poloneză: Polskie Nagrody Filmowe: Orły) este o ceremonie de premiere a filmului acordate anual începând din 1999 , primul eveniment având loc la 21 iunie, fiind organizat de Academia Poloneză de Film. În cadrul industriei filmului polonez premiile pot fi comparate cu Premiile Oscar. Un film se califică în cadrul ceremoniei de premiere a filmelor anului anterior, dacă a fost prezentat cel puțin șapte zile între 1 ianuarie și 31 decembrie, într-un cinematograf public. Producțiile trebuie să fi fost realizate de o echipă de film poloneză sau ca producția să fi fost realizată în Polonia. Câștigătorii sunt selectați de un juriu calificat și sunt recompensați cu o statuie de vultur stilizat din aur. 
Începând cu anul 2005 stocarea și transportul plicurilor este responsabilitatea notarilor de la compania de audit PricewaterhouseCoopers (PwC), care are aceeași sarcină și în cazul premiilor Oscar. 

## Premii
- Film – din 1999
- Actor – din 1999
- Actriță – din 1999
- Actor în Rol Secundar – din 2000
- Actriță în Rol Secundar – din 2000
- Muzică de Film – din 1999
- Regizor – din 1999
- Scenariu – din 1999
- Imagine – din 1999
- Costume – din 2001
- Sunet – din 1999
- Montaj – din 1999
- Decor – din 1999
- Film European – din 2005
- Producător – 1999–2001

Premii special:
- Premiul Audienței
- Premiul Special
- Premiul pentru întreaga activitate